# La comèdia del poder
La comèdia del poder (títol original en francès: L'ivresse de pouvoir) és una pel·lícula francesa estrenada l'any 2006. Es va doblar al català.

## Argument
Jeanne, una jutgessa d'instrucció, ha de desembrollar i preparar el judici d'un cas complex d'apropiació indeguda i malversació de fons públics que impliquen el president d'un important grup industrial. A mesura que la seva investigació progressa, s'adona que el seu poder és molt gran: com més secrets va descobrint, més creixen els seus mètodes de pressió. Polítics i homes de negoci intriguen plegats, i Jeanne pensa que ha de fer neteja en aquest caos. Tots els alts càrrecs de l'empresa són citats a la seva oficina.
Tanmateix, això xoca amb la seva vida privada. I aviat es fa algunes preguntes. Fins a quin punt pot continuar fent servir aquest poder sense haver d'enfrontar-se a un poder més gran que el seu? Fins a quin punt la naturalesa humana pot resistir-se al vertigen del poder?
L'escàndol d'Elf Aquitaine que va sacsejar França als anys 1990 va inspirar "Borratxera de poder".

## Comentaris
Al començament de la pel·lícula se'ns adverteix que qualsevol semblança amb la realitat és una coincidència. Aquest avís ens indica tanmateix que els fets que es relaten són molt reals, tot i no reproduir exactament un cas real.

## Repartiment
- Isabelle Huppert: Jeanne Charmant-Killman
- François Berléand: Michel Humeau
- Patrick Bruel: Jacques Sibaud
- Marilyne Canto: Erika
- Robin Renucci: Philippe Charmant-Killman
- Thomas Chabrol: Félix
- Jean-François Balmer: Boldi
- Pierre Vernier: Président Martino
- Jacques Boudet: Descarts
- Philippe Duclos: Jean-Baptiste Holéo
- Roger Dumas: René Lange

## Premis i nominacions
La pel·lícula va rebre una nominació a l'Os d'Or al Festival Internacional de Cinema de Berlín de 2006 per Claude Chabrol.